# Mujeres durante la guerra de Argelia

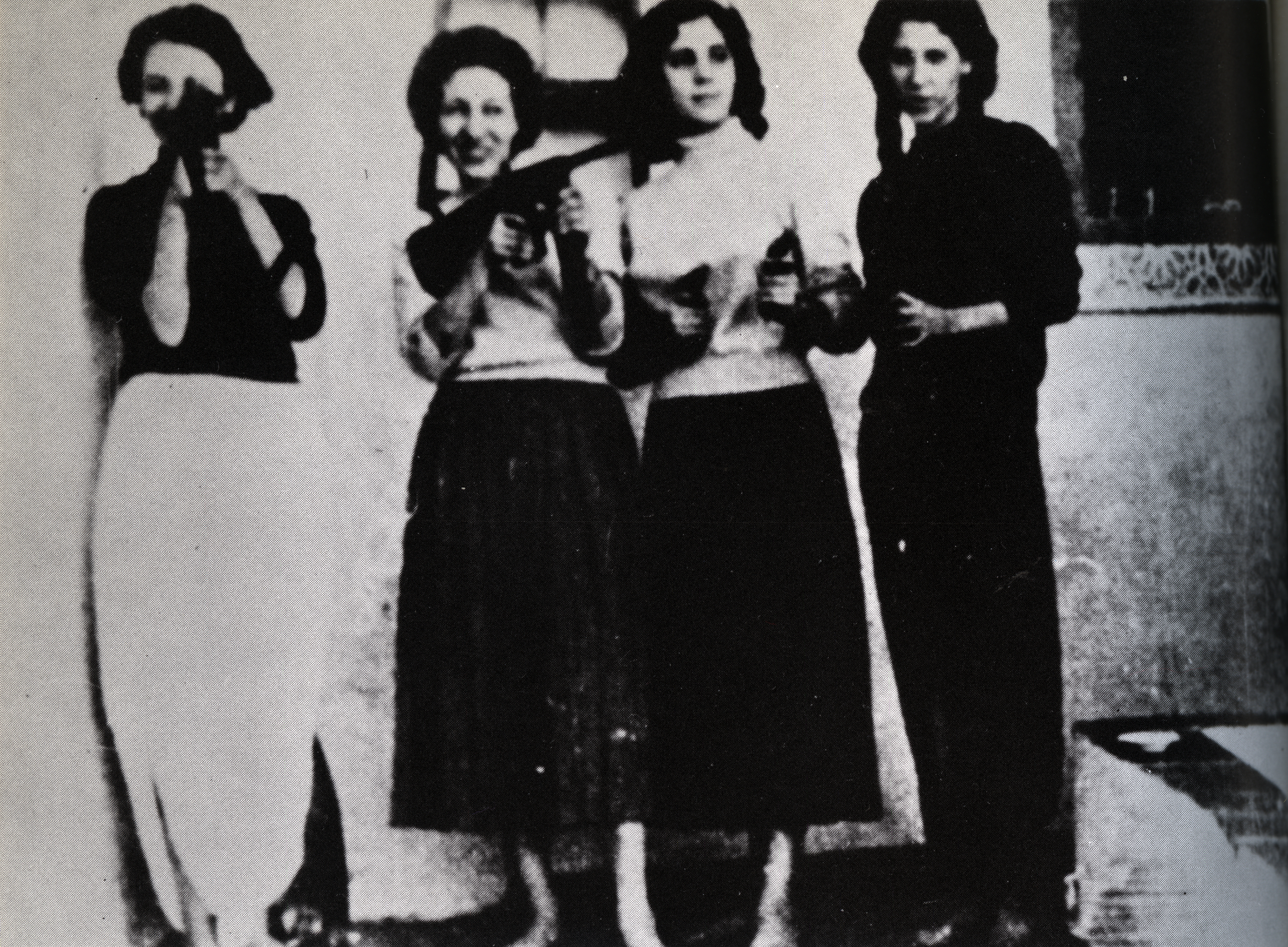
De izquierda a derecha: Samia Lakhdari, Zohra Drif, Djamila Bouhired, Hassiba Bent-Bouali

Las mujeres cumplieron varias funciones durante la guerra de Argelia (1954-1962), la guerra por la independencia de Argelia. La mayoría de mujeres musulmanas que se convirtieron en participantes activas lo hicieron junto al Frente de Liberación Nacional (FLN). Los franceses incluyeron a algunas mujeres, tanto musulmanas como francesas, en su esfuerzo bélico, pero no estuvieron tan completamente integradas ni tuvieron la misma amplitud de tareas que sus hermanas argelinas. El número total de mujeres implicadas en el conflicto, según determina el registro de veteranos de la posguerra, es de 11.000, pero es posible que esta cifra fuese significativamente superior debido a la poca información que existe.
Se puede hacer una distinción entre las mujeres que se implicaron ya que unas eran de origen urbano y otras de origen rural. Las de origen urbano, que constituyeron alrededor del 20% de la fuerza global, habían recibido algún tipo de educación y escogieron mayoritariamente luchar junto al FLN. Por otra parte, las mujeres de origen rural, que suponían el 80% restante, eran en gran medida analfabetas y se considera que se unieron a las acciones de fuerza del FLN debido a su proximidad geográfica.
Las mujeres combatientes rurales de la guerra de Argelia fueron denominadas mujahidat y «dejaron sus casas y familias para unirse a las bandas de guerrillas armadas del FLN, el Armée Libération Nationale (ALN)». Tendían a ser jóvenes, solteras y preparadas para unirse a la resistencia «con o sin la aprobación de sus familias». Las mujahidats también eran «asistentes sociales de la población rural de las zonas donde eran enviadas y daban consejos a las campesinas locales sobre temas como la higiene y la educación». También tenían importantes responsabilidades políticas, puesto que muchas de estas combatientes promovieron el FLN «organizando reuniones políticas con mujeres locales». Las mujeres combatientes urbanas eran llamadas fidayat y, en gran medida, «participaban en actividades paramilitares en los centros urbanos».

## Roles
Las mujeres operaron en diversas zonas durante el transcurso de la rebelión. Meredith Turshen afirma: «Las mujeres participaron activamente como combatientes, espías, recaudadoras de dinero, además de enfermeras, limpiadoras y cocineras». Gerard De Groot añade: «Las mujeres ayudaron a las fuerzas de combate masculinas en áreas como el transporte, la comunicación y la administración». El abanico de implicación de la mujer podía incluir tanto papeles de combatientes como de no combatientes. Aunque la mayoría de las tareas que realizaban las mujeres se centraban en el ámbito de no combatientes, su presencia destacaba cuando se involucraban en actos de violencia ya que el número de participantes en estos era menor. La realidad era que «las mujeres rurales de las redes de apoyo a las zonas rurales» contenían la inmensa mayoría de las mujeres que participaban.

## Mujeres combatientes
El número de mujeres que participaron en la destrucción de objetivos civiles y militares mediante actividades paramilitares no llegó a setenta, aproximadamente el 2% del total de mujeres del brazo militar del FLN, sin embargo, estos actos fueron los que recibieron la mayor parte de la atención dedicada a las mujeres, especialmente durante la batalla de Argel (1957).
Una de las razones de esta atención fue que las mujeres que perpetraron violencia directa contra los franceses fueron Djamila Boupacha y Djamila Bouhired, combatientes de la batalla de Argel. Una vez capturadas, los juicios de estas mujeres, específicamente el de Bouhired, obtuvieron el reconocimiento del público internacional. Otra razón es que la naturaleza violenta de estas actividades, especialmente cuando las llevaban a cabo mujeres, era mucho más sensacional que cuando alimentaban y curaban a los soldados del FLN.

## Testimonios orales
Como no existen muchos informes escritos sobre las muyahidat y las fidayat, los testimonios orales han sido la fuente principal para entender la importancia de los roles de las mujeres en el FLN-ALN y sus contribuciones a la guerra de Argelia. Aunque estos testimonios importantes dan voz a mujeres que a menudo estaban "excluidas de la historia y la memoria de la guerra de Argelia, además de ser víctimas de la Argelia poscolonial", quedan muchas omisiones en los relatos orales de mujeres combatientes.
Algunas cuestiones particularmente difíciles que a menudo se excluyen de los testimonios orales se refieren a los «matrimonios de las mujeres guerrilleras y al control del FLN-ALN sobre la sexualidad de las mujeres guerrilleras». Como señaló el erudito Ryme Seferdjeli, «En dos entrevistas con las mujahidat Layla Ettayeb y Djamila Amrane que se casaron cuando eran guerrilleras, se negaron categóricamente a hablar de las circunstancias en las que se casaron ni hicieron ningún comentario al respecto». Otro ejemplo de por qué los testimonios sobre violaciones y torturas de mujeres combatientes en Argelia no salen a la luz se puede ver en la historia de una mujahidat llamada Louisette Ighilahriz. Cuando Ighilahriz «publicó su historia admitiendo haber sido torturada y violada durante la guerra de Argelia, recibió poco apoyo de otras mujahidats». Esto puede explicarse por el hecho de que revelar esta violencia, especialmente de naturaleza sexual, se considera un tabú y revivir este trauma puede ser extremadamente difícil para las supervivientes de la violencia sexual.
Por tanto, pocas mujeres combatientes están preparadas para admitir públicamente las historias personales de torturas y violaciones que sufrieron durante la guerra. Además, revelando relatos de violencia sexual y subyugación durante la guerra, las mujahidat se verían como mujeres víctimas en lugar de como luchadoras valientes que eran miembros de pleno derecho del ALN. Durante y después de la guerra, la retórica del FLN se centró mucho en difundir una imagen heroica de la mujahidat «para lograr el reconocimiento público» y como forma de propaganda revolucionaria, que puede haber influido en los testigos orales de las mujahidat. En una entrevista, una mujahidat anónima reconoció que:

Es difícil escribir una historia. Tengo cosas que nunca podré contar. Debo reconocer que tendría dificultades para evocar determinados puntos o detalles.

En otra entrevista con una mujahidat llamada Houria, cuando la entrevistadora e historiadora Chérifa Bouatta le preguntó sobre la naturaleza de las relaciones afectivas y sexuales con su primer marido, Houria respondió con rapidez: «No, no hablemos de eso».

## Operaciones encubiertas
Además de las tareas generales de apoyo, las mujeres poseían habilidades específicas de su género que les permitían realizar tareas en lasclandestinas que habrían resultado difíciles para los hombres. Aunque las mujeres utilizaron estas capacidades tanto en las zonas urbanas como en las rurales, la mayor concentración de actividades encubiertas por parte de mujeres se dio en zonas urbanas, tanto en número como en frecuencia. El ejemplo mejor documentado de esto se encuentra en la batalla de Argel. En esta batalla, los agentes masculinos del FLN que actuaban en la clandestinidad permanecieron fuera del ámbito público para evitar detenciones e interrogatorios, mientras que las mujeres que ayudaban a esconderlos podían, gracias a su aspecto, moverse libremente y hacer contrabando de armas y explosivos. Las mujeres podían utilizar dos tipos de indumentaria. Por un lado, amparándose en la práctica religiosa, se vestían con el hiyab aunque esto levantaba sospechas entre los franceses y por otro, adoptaban una apariencia europea que indicaba una adhesión a los valores y a la forma de vida francesa. Mujeres como Djamila Bouhired fueron acusadas de llevar a cabo ataques terroristas ordenados por la dirección del FLN (debido a la incapacidad de los hombres para realizar ataques terroristas por estar muy vigilados), y lo hicieron utilizando cambios de vestimenta para no levantar sospechas.
El deseo de quitar el velo por parte de los franceses se manifestó porque la mujer argelina era objetivo de la lujuria de los hombres franceses. Para no despertar sospechas, las mujeres argelinas utilizaban instrumentos de estilo occidental como cochecitos y bolsos para esconder explosivos mientras llevaban vestidos occidentales sin velo alguno.
Yasmine Belkacem llevó a cabo un intento de ataque terrorista con explosivos, pero quizás el incidente más famoso en el que intervinieron mujeres revolucionarias argelinas durante la batalla de Argel fue el atentado del Milk Bar Café de 1956, cuando Djamila Bouhired, Zohra Drif, Samia Lakhdi y Yacef Saâdi pusieron tres explosivos. Uno en una cafetería de la calle Michelet, otro en la oficina de Air France en el edificio de Mauritania en Argel (que no estalló), y un tercero en el café Milk Bar que mató a tres mujeres jóvenes e hirió a múltiples adultos y niños. Raymonde Peschard, miembro del Partido Comunista Argelino, fue acusada inicialmente de cómplice del atentado y se vio obligada a huir de las autoridades coloniales. En septiembre de 1957, Drif fue arrestada y condenada a veinte años en la cárcel de Barbarossa, pero finalmente fue indultada por Charles de Gaulle en el aniversario de la independencia de Argelia en 1962.

## El FLN y las mujeres
Algunos historiadores argumentan que los líderes y los combatientes masculinos generalmente aceptaban la presencia de mujeres en las guerrillas, viéndolas como hermanas en el combate. Otros afirman que eran totalmente hostiles a la presencia de mujeres en las unidades militares.
Externamente, el FLN llevó a cabo políticas que destacaron a las mujeres en la guerra de Argelia. El Moudjahid, una publicación del FLN, intentó crear el «mito de la guerrera» e idolatrarla como mártir y eje de la guerra. Los artículos publicados, incluidas las contribuciones de mujeres a una serie de «Diario de una guerrillera», atribuyen a la mujer una luz heroica que pone de manifiesto su valentía y sus contribuciones al esfuerzo bélico. Los escritos de Frantz Fanon también se prestaron a la propaganda del FLN porque defendía la idea de que, simplemente participando en la guerra, las mujeres estaban participando en un acto de liberación. El FLN fue capaz de formular una motivación para las mujeres basada en una «noción abstracta de libertad» relacionada con un fuerte nacionalismo, en contraposición a un objetivo de progreso social, evitando la necesidad de participar en un debate sobre las cuestiones de las mujeres porque lo equiparaban a la libertad del dominio colonial. Públicamente, el FLN identificó las contribuciones de las mujeres, pero en consecuencia evitó prometer recompensas específicas.
Las actitudes internas del FLN hacia las mujeres se describen en una declaración de un comandante del FLN, Si Allal:

Está prohibido reclutar a «djoundiates» [mujeres soldados] y enfermeras sin la autorización de la zona. En Argelia independiente, la libertad de la mujer musulmana se detiene en la puerta de su casa. La mujer nunca será igual al hombre.

Había obstáculos que impedían la participación de mujeres, incluido el deseo de algunos hombres de no someter a las mujeres a ningún peligro adicional fuera de los importantes riesgos de vivir simplemente en Argelia en ese momento. Se podía producir un cambio dramático del que muchos miembros del FLN no estaban convencidos, que las mujeres pasaran de la vida aislada a la participación activa y una carencia general de confianza en las mujeres, especialmente su capacidad para guardar secretos del FLN si eran capturadas. Al entrar en la resistencia, también había requisitos adicionales como una investigación sobre el adulterio que comportaba una pena de muerte y una prueba de su virginidad. La implicación de las mujeres, especialmente las que tenían estudios y tendencias proactivas, a veces incomodaba a sus homólogos masculinos, que eran a menudo analfabetos. Como resultado de éste y de otros factores, el FLN promulgó la deportación de estos elementos femeninos progresistas a los países de alrededor, por lo que un gran porcentaje de mujeres fueron sacadas de Argelia en 1958.
Según el erudito Ryme Seferdjeli, «las mujeres han sido reacias a abordar la cuestión de los matrimonios mientras eran guerrilleras». Aunque se produjeron matrimonios durante la guerra, no se ha determinado por completo si fueron forzados o no. Muchas mujeres combatientes entrevistadas respondieron con evasivas a preguntas respecto a este tema. Además, «en algún valiato, el FLN alentó fuertemente a las mujahidat a casarse» y muchas de ellas «que se unieron al ALN durante la guerra acabaron casándose» con los hombres combatientes de las guerrillas. El ALN «autorizó o prohibió los matrimonios» en función de la decisión del valí y de si en ese momento el ALN encontraba que los matrimonios eran problemáticos o beneficiosos.
La historiadora y excombatiente Djamila Minne, que entrevistó a muchas mujeres excombatientes, explica que:

Más allá de estos sentimientos de recelo y hostilidad o de admiración y glorificación, se establecieron profundos vínculos de cariño, que fueron el resultado de largos períodos pasados juntos y de peligros enfrentados juntos. Durante las entrevistas, me llamó la atención que, de las 47 mujeres militantes que se casaron durante o después de la guerra, 38 están casadas con hombres militantes. Ahora, para un luchador, casarse con una mujer luchadora es la mejor prueba de aceptar la lucha en la que participó y de amar lo que ha sido.

## Francia y las mujeres
En 1957, en gran parte por medio de la tortura de mujeres capturadas, los franceses llegaron a conocer los distintos roles de las mujeres miembros del FLN y las acciones terroristas en las que habían participado.
En esa época, los franceses iniciaron una «campaña de emancipación» dirigida a las mujeres musulmanas que pretendía apartarlas del FLN. Esto incluía el Plan de Constantine orientado a incrementar la educación de las mujeres (Ordenanza 59-274) que daba más voz a las mujeres sobre su estado civil, la presentación pública de mujeres argelinas por parte de las mujeres francesas, la extensión del sufragio femenino en 1957 y la ocupación simbólica de mujeres musulmanas en cargos públicos, entre otros. Desgraciadamente para los franceses, esta campaña, aunque tuvo algunos logros, fue en gran parte ineficaz.

## Después de la guerra
Los estudiosos no están de acuerdo sobre el efecto de la participación de las mujeres en el FLN sobre los derechos de las mujeres después del conflicto. Por ejemplo, Laura Sjoberg y Caron E. Gentry afirman que las mujeres en Argelia, independientemente de su participación y contribuciones al conflicto permanecieron, sin embargo, en su posición subordinada previa a la guerra como consecuencia de las condiciones sociales, religiosas y culturales imperantes.
Por otro lado, Natalia Vince escribe que, «argumentar que los años de guerra fueron un período de relativa libertad para las mujeres rurales... en el que tenían más oportunidades de entrar en la esfera pública y mezclarse con los hombres, lo que a su vez provocó un cambio permanente de actitudes o un retorno al dominio masculino y ámbitos separados una vez finalizada la guerra, consiste en adoptar un análisis que las entrevistadas rurales no utilizarían para ellas mismas».

## Películas
- La batalla de Argel, de Gillo Pontecorvo (1966).